# ピストンレスポンプ
ピストンレスポンプ（Pistonless pump）とは、ピストンの代わりにガス圧で液体を押し出す容積式往復ポンプである。バルブ以外の可動部を持たない。圧力容器の底には、ポンプで送り出される流体のバルブ付き入口、バルブ付き出口 がある。
圧力容器の上部には、ガスを送り出すバルブとガスを抜くバルブがある。
ガスには蒸気や加圧ヘリウムなどの加圧ガスが使用される。

## 背景
おそらく、液体燃料ロケット事業への参入にとって最も困難な障壁はターボポンプと考えられる。ターボポンプの設計には多大なエンジニアリング努力が必要であり、製造とテストに費用がかかる。ターボポンプを燃料とするロケットエンジンの始動は複雑なプロセスであり、多くのバルブとサブシステムを注意深く同期する必要がある。例として、ビール・エアロスペースは、ペットボトルロケットと同様にガス圧で燃料を押し出す巨大な圧送式サイクルのロケットを構築することで、この問題を完全に回避しようとした。しかしながら、圧送式サイクルの場合燃料タンク全体を高圧容器にする必要があり、機体は重くなり、コストがかかる。自由に使える低コストのポンプを持っていたら、ボーイングと競合できたかもしれない。
NASAはこの課題を解決するため、80～90% 低いコストでターボポンプと同等の性能を持つ、低コストの液体燃料ロケット向けの燃料ポンプを開発した。
このポンプは、圧送システムと比較してタンクの質量を最大90%節約する。このポンプはロケットにとって本当に有益であることが証明された。このポンプを使用することにより、ポンプだけを高圧にすればよくなり、大幅な軽量が可能になった。

## 利点
- 単純　10個程度の複数のバルブで簡単に作れる。
- 公差が大きい　タービンのような高速回転するブレードも精密な軸受も必要ない。要求される品質も大幅に低い。
- 設計しやすい　単純さゆえに設計が楽。テストも容易。
- 軽量　タンク全体を加圧する圧送式サイクルよりはるかに軽くて済む。

## 欠点
- 駆動ガスより高い圧力まで加圧することはできない。
- 二段燃焼サイクルを使用できない。
- 生成されたガスは、両方の推進剤と化学的に適合する必要がある。